# Wasilij Sołowjow
Wasilij Iwanowicz Sołowjow (ros. Васи́лий Ива́нович Соловьёв; ur. 1925, zm. 1 marca 2012 w Moskwie) – radziecki scenarzysta. W 1951 roku ukończył wydziału scenariuszowy WGIK. Zasłużony Działacz Sztuk RFSRR (1976).

## Wybrane scenariusze filmowe
- 1954: Mistrz świata
- 1958: Droga do gwiazd
- 1958: Człowiek z planety Ziemia
- 1966-1967: Wojna i pokój
- 1967: Za nami Moskwa
- 1972: Człowiek stamtąd
- 1974: Bądź z nim szczęśliwa
- 1981: Wasilij i Wasilisa

Źródło: